# Konewka
Konewka to przenośny zbiornik na wodę, wykonany najczęściej z blachy lub z tworzywa sztucznego, przeznaczony do podlewania roślin.
Kształt konewki jest zbliżony do walca o podstawie eliptycznej, z półkolistym uchwytem u góry. Z boku, przy podstawie przymocowana jest końcówka, biegnąca skośnie do góry i służąca do podlewania. Jej kształt jest zbliżony do mocno wydłużonego ściętego stożka, zakończonego rozpryskiwaczem. Ma on za zadanie rozdzielić mocny strumień wody, tak aby nie wypłukiwał on gleby i nie tworzył w niej zagłębień. Główny zbiornik konewki oraz wydłużona końcówka tworzą układ naczyń połączonych. Podlewanie odbywa się poprzez przechylanie konewki w stronę końcówki, co powoduje podniesienie w niej poziomu wody i powstanie ciśnienia, dzięki któremu woda wypływa przez sitko. Górna powierzchnia konewki jest zwykle częściowo zamknięta od strony końcówki, tak aby zapobiec wylewaniu się wody przy przechylaniu. W mniejszych konewkach z tworzyw sztucznych często zamknięta jest cała górna powierzchnia, w której pozostawiony zostaje jedynie mały okrągły otwór do nalewania wody. Pojemność  konewek waha się w granicach od kilku do kilkudziesięciu litrów.